# New Zealand State Highway 5
Der New Zealand State Highway 5 (State Highway 5 oder in Kurzform SH 5) ist eine Fernstraße von nationalem Rang auf der Nordinsel von Neuseeland.

## Geographie
Die Fernstraße besitzt eine Länge von 267 km und befindet sich im mittleren Teil der Nordinsel. Die über ihre gesamte Länge zweispurig (je eine pro Fahrtrichtung) ausgebaute Straße verbindet den State Highway 1, den State Highway 27 und den State Highway 28 in und um Tirau mit dem State Highway 30 und State Highway 36 in und um Rotorua, dem State Highway 38, südsüdwestlich von Rotorua, wiederholt dem State Highway 1 bei Taupō und dem State Highway 2 nördlich von Napier.

## Streckenführung
| Region        | District               | Ort                                                       | km  | Verbindung nach                | Richtung                    | Anmerkungen                                       |
| ------------- | ---------------------- | --------------------------------------------------------- | --- | ------------------------------ | --------------------------- | ------------------------------------------------- |
| Waikato       | South Waikato District | 500 m südöstlich von Tirau                                | 0   | SH 1: Tirau SH 1: Putāruru     | (nordwestlich) (südlich)    | Beginn des State Highway 5                        |
| Waikato       | South Waikato District | westlich des Waimakariri Stream                           | 5   | SH 28: Putāruru SH 28: Tapapa  | (südwestlich) (nordöstlich) | gleiche Streckenführung mit dem SH 28 bis Tapapa  |
| Waikato       | South Waikato District | Tapapa                                                    | 7   | SH 28: Putāruru SH 28: Selwyn  | (südwestlich) (nördlich)    |                                                   |
| Bay of Plenty | Rotorua District       | Ngongotahā                                                | 50  | SH 36: Tauranga                | (nördlich)                  |                                                   |
| Bay of Plenty | Rotorua District       | Rotorua, Pukuatua Street                                  | 57  | SH 30A: Anschluss an den SH 30 | (westlich)                  |                                                   |
| Bay of Plenty | Rotorua District       | Rotorua, Hemo Road                                        | 61  | SH 30: Hannas Bay              | (nordöstlich)               | Streckenführung mit dem SH 30 bis Waipapa Village |
| Bay of Plenty | Rotorua District       | Waipapa Village                                           | 63  | SH 30: Upper Atamuri           | (südwestlich)               |                                                   |
| Bay of Plenty | Rotorua District       | Rainbow Mountain                                          | 84  | SH 38: Rotomahana              | (östlich)                   |                                                   |
| Waikato       | Taupō District         | Wairakai                                                  | 132 | SH 1: Atiamuri SH 1: Taupō     | (nördlich) (südlich)        |                                                   |
| Waikato       | Taupō District         | westlich des Taupō-Stadtteils Waipahihi                   | 142 | SH 1: Wairakai SH 1: Taupō     | (nördlich) (südwestlich)    |                                                   |
| Hawke’s Bay   | Hastings District      | westl. der Mündung des Esk River in den Pazifischen Ozean | 267 | SH 2: Wairoa SH 2: Napier      | (nordöstlich) (südlich)     | Ende des State Highway 5                          |